# Glandularia maritima
Glandularia maritima là một loài thực vật có hoa trong họ Cỏ roi ngựa. Loài này được (Small) Small mô tả khoa học đầu tiên năm 1933.